# Csákvár
Csákvár är en stad och kommun i distriktet Bicske i provinsen Fejér i Ungern. Kommunen har 5 410 invånare (2024), på en yta av 118,76 km².